# Épiscopale (poire)

Épiscopale.

L'Épiscopale est une variété de poire obtenue par Norbert Bouzin, doyen de Chin (Ramegnies-Chin, Belgique). Elle a été couronnée en février 1839.

## Origine
Belgique, Hainaut, région de Tournai, Ramegnies-Chin.

## Synonymie
- Gasparine[1].

## Arbre
- Vigueur, fertilité : fertile, de moyenne vigueur, à rameaux étalés, dressés.
- Scions : assez courts, gros, droits, roux, jaunâtres.
- Bourgeon : petit, sur console, écarté.
- Bouton à fruit : gros, ovale[1].

### Feuilles
- Forme : ovales, petites, aplaties, denticulées.
- Pétiole : moyen.
- Stipules : étalés, linéaires ou linéaires-lancéolées[1].

### Fleurs et floraison
Moyennes, en bouquets denses, courtement pédonculées. Pétales ovales.

### Fruit
- Piridion : turbiné, raccourci et ombiliqué à l'extrémité, côtelé à la base, venant par bouquets.
- Pédoncule : court, gros, fortement ombiliqué.
- Calice : presque affleurant, à divisions dressées, écartées.
- Peau : verte-jaunâtre, pourprée du côté du soleil.
- Chair : fine, très fondante et juteuse, sucrée et aromatisée, excellente et de toute première qualité.
- Mise à fruit : février et mars[1].

## Observations
Pour le Nord de la France et la Belgique, cette espèce exige une exposition au sud et une taille en espalier. Ce mode de culture donne de gros fruits, tandis que leur taille reste moyenne avec une culture en pyramide. Avec une exposition au sud, le fruit est supérieur à la Joséphine de Malines.